# علم القياسات الفلكية
علم القياسات الفلكية (بالإنجليزية: astrometry)‏ هو فرع من علم الفلك يختص بدراسة القياسات بين مواقع وتحركات النجوم والأجسام السماوية الأخرى. ساعدت المعلومات التي تم التوصل من خلال القياسات الفلكية على فهم تحركات والأصل الفيزيائي للمجموعة الشمسية ومجرتنا درب التبانة.
يرتبط تاريخ علم القياسات الفلكية بتاريخ الفهارس النجمية التي شكلت نقاطًا مرجعية للأجسام في السماء بالنسبة للفلكيين لكي يتمكنوا من تتبع حركاتها. يمكن إرجاع تاريخ هذا إلى أيام أبرخش، الذي استخدم فهرس أسلافه تيموخاريس وأريستلّس حوالي 190 قبل الميلاد لاكتشاف الحركة البدارية للأرض. طوّر عن طريق القيام بذلك مقياس اللمعان الذي ما زال يُستخدم حتى يومنا هذا. جمّع أبرخش فهرسًا يضم 850 نجمًا على الأقل ومواقعها. تضمن فهرس خليفة أبرخش بطليموس 1022 نجم في عمله المجسطي، إذ شمل مواقعها، وإحداثياتها، وسطوعها. 
رصد عبد الرحمن الصوفي النجوم في القرن العاشر، ووصف مواقعها، ومقاديرها (القدر الظاهري والقدر المطلق)، وألوانها. قام بالإضافة إلى ذلك بتقديم رسوماتٍ لكل كوكبة، وقد صورها في كتابه صور الكواكب الثمانية والأربعين أو صور الكواكب الثابتة. رصد ابن يونس أكثر من عشرة آلاف تدوين لوضعية الشمس لعدة سنوات باستخدام اسطرلاب كبير بقطر يبلغ نحو 1.4 متر تقريبًا. استُخدمت أرصاده حول الكسوفات بعد عدة قرون في أبحاث سيمون نيوكومب حول حركة القمر، في حين ألهمت أرصاده الأخرى لحركات كواكب المشتري وزحل انحراف مسار الشمس والتباين بين المشتري والمريخ الخاص بلابلاس. في القرن الخامس عشر، جمّع الفلكي التيموري أولوغ بيك زيج آي سلطاني (فهرس نجمي)، وقد صنّف فيه 1019 نجم. وبشكل مشابه لفهارس أبرخش وبطليموس الأقدم، يُقدّر فهرس أولوغ بيك أنه كان دقيقًا في حدود 20 دقيقة قوسية تقريبًا. 
في القرن السادس عشر، استخدم تيخو براهي أدوات محسنة، بما في ذلك الأدوات الجدارية الكبيرة لقياس مواضع النجوم بدقة أكبر من السابق، إذ بلغت الدقة 15-35 ثانية قوسية. قاس تقي الدين الشامي المطلع المستقيم للنجوم في مرصد تقي الدين في القسطنطينية «الساعة الرصدية» الذي قام بابتكاره. عندما أصبحت التلسكوبات شائعة، سرّعت دوائر ضبط الوضع القياسات. 
حاول جيمس برادلي لأول مرة قياس المنظورات النجمية في عام 1729. أثبتت الحركة النجمية أنها غير مهمة أبدًا بالنسبة لتلسكوبه، لكنه اكتشف عوضًا عن ذلك الزيغ الضوئي، وتمايل محور الأرض. نقّح فريدريش بيسل أبو علم الفلك الحديث فهرسه الذي ضم 3222 نجم. قاس برادلي المنظور النجمي الأول: وقد بلغ 0.3 ثانية قوسية للنظام النجمي الثنائي 61 الطائر. 
جرى الحصول على 60 منظور نجمي بحلول القرن التاسع عشر فقط، وذلك بسبب صعوبة قياسه، استُخدم في معظمها مقياس مجهري خيطي. سرّع المرسام الفلكي الذي يستخدم الألواح الفلكية الفوتوغرافية العملية في بدايات القرن العشرين. سمحت آليات القياس الآلية التي تستخدم الألواح، بالإضافة لتقنيات الكومبيوتر الأكثر تطورًا في ستينيات القرن العشرين بالمزيد من التجميع الفعال لفهارس النجوم. في ثمانينيات القرن العشرين، حلّت أجهزة اقتران الشحنة مكان الألواح الفوتوغرافية، وقللت من الارتياب البصري إلى ميلي ثانية قوسية واحدة. جعلت هذه التقنية علم القياسات الفلكية أقل تكلفة، وفتحت المجال أمام جمهور الهواة.
في عام 1989، أخذ القمر الاصطناعي أبرخش التابع لوكالة الفضاء الأوروبية علم القياسات الفلكية إلى المدار، حيث يكون أقل تأثرًا بقوى الأرض الميكانيكية، وبالتشوهات البصرية الناتجة عن غلافها الجوي. قاس أبرخش الذي جرى تشغيله من عام 1989 إلى عام 1993 الزاويا الكبيرة والصغيرة في السماء بدقة أكبر من أي تلسكوبات بصرية سابقة. حُددت مواضع، ومنظورات، وحركات خاصة لـ118218 نجم بدرجة غير مسبوقة من الدقة خلال أربع سنوات عمل فيها القمر الاصطناعي. ضم «فهرس تيخو» الجديد قاعدة بيانات لـ1058332 نجم بدقة 20-30 إم إيه إس (ميلي ثانية قوسية). صُنِّف في الفهارس الإضافية 23882 من النجوم المزدوجة والمتعددة، و11579 من النجوم المتغيرة، والتي حُللت أيضًا خلال مهمة أبرخش.
إنّ الفهرس الأكثر استخدامًا في يومنا هو يو إس إن أو-بي.0، وهو عبارة عن فهرس للسماء ككل يتبع الحركات الخاصة، والمواضع، والمقادير، والخصائص الأخرى لأكثر من مليار جسم نجمي. خلال آخر خمسين عام، استُخدمت 7435 من صفائح تلسكوب شميدت لإكمال مسوحات سماوية متعددة تجعل بيانات يو إس إن أو-بي دقيقة في حدود 0.2 ثانية قوسية.